# George Turnbull
George Turnbull, né le 11 juillet 1698 – mort le 31 janvier 1748, est un philosophe, théologien, professeur, écrivain sur l'éducation et une des premières mais peu connue personnalité des Lumières écossaises. Il enseigne au Marischal College (en) à Aberdeen, est employé comme tuteur et devient pasteur anglican. Mis à part ses écrits publiés sur la philosophie morale, il est également connu pour l'influence qu'il a exercée sur Thomas Reid et comme le premier membre des Lumières écossaises à publier un traité formel sur la théorie et la pratique de l'éducation .

## Biographie
George Turnbull naît le 11 juillet 1698 à Alloa dans le Clackmannanshire. Il est le fils de George Turnbull et de son épouse Elizabeth, et le troisième de leurs neuf enfants. Turnbull commence ses études à l'université d’Édimbourg en 1711 et se met à étudier en vue de l'obtention d'un diplôme en divinité en 1717 et obtient son MA en 1721. Pendant ses années d'études à Edimbourg, il est proche du Rankenian club, cercle d'intellectuels qui comprend ceux qui deviendront ses plus proches collaborateurs : George Young (en), le chirurgien et William Wishart (en), un prédicateur. À cette époque, Turnbull est intéressé par la création d'une forme rationnelle du christianisme, ce qui l'amène à entretenir une correspondance avec John Toland et à rédiger un essai de défense de la tolérance religieuse qui n'a jamais été publié.
Turnbull est nommé régent au Marischal College (en) d'Aberdeen le 14 avril 1721. Les thèses de ses deux soutenances sont intitulées De scientiae naturalis cum philosophia morali conjunctione en 1723 et De pulcherrima mundi cum materialis tum rationalis constitutione en 1726. Ces deux œuvres indiquent qu'il est le premier penseur écossais à publier des écrits en faveur de l'utilisation de ce qu'on appelle la méthode newtonienne pour fonder une philosophie morale. Turnbull s'inspire aussi fortement idées de Lord Shaftesbury. Bien que cela puisse être interprété comme l'indication d'une préoccupation pour une bourse d'études de son temps, Turnbull montre une grande affection pour les moralistes classiques de l'antiquité.

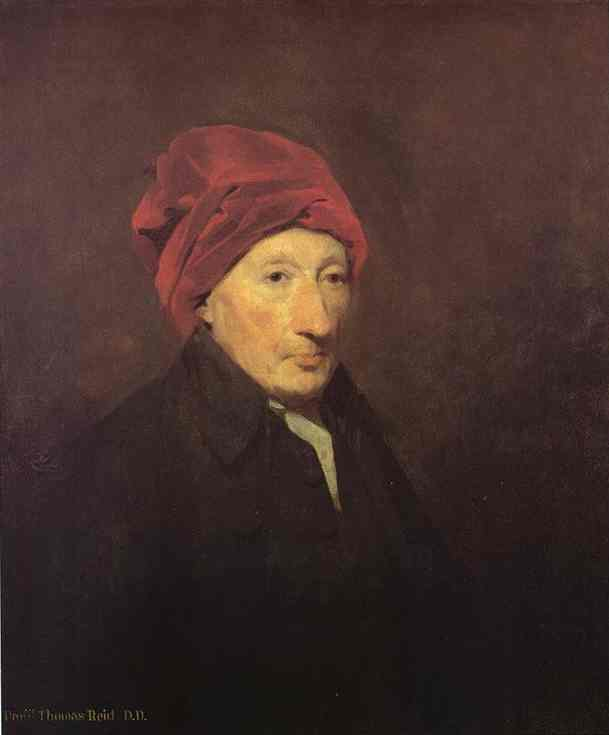
Turnbull aurait influencé son élève Thomas Reid qui a tenu une place décisive au sein du Lumières écossaises

Bien que Turnbull est un professeur populaire et qu'il exerce une influence durable sur des élèves tels que Thomas Reid, il décide néanmoins de quitter Marischal. Il cherche un poste ailleurs et connaît des différends avec Thomas Blackwell, le principal du collège. Turnbull quitte le collège sans autorisation préalable et va servir de tuteur à la famille Udney. En 1727, il démissionne officiellement. Après sa démission, il occupe des emplois de tutorat et voyage en Europe. Il obtient ensuite un diplôme de l'université d'Edimbourg. À ce moment de moment, Turnbull décide qu'il pourrait chercher un emploi au sein de l'Église Anglicane et s'inscrit au Collège d'Exeter à Oxford en 1733 et reçoit un baccalauréat en droit civil.
Des difficultés financières forcent Turnbull à reprendre le tutorat, et avec quelques appréhensions, il passe 2 ans en Italie où il est tuteur du fils de Lord Rockingham. En 1737, il utilise ses relations avec Thomas Birch pour sécuriser son ordination par l'évêque de Winchester. Ceci précipite son entrée dans les milieux judiciaires et en 1741, il est nommé aumônier du Prince de Galles. Un an plus tard, Turnbull obtient le poste de recteur de Drumachose par l'évêque de Derry et est nommé tuteur de Horace Walpole en 1744.

## Ouvrages
Au cours des années 1730 et 1740, Turnbull publie une série de brochures et de livres qui puisent largement dans ses préoccupations théologiques. Il publie un petit tract en 1731, inspiré par un passage dans les écrits de Lord Shaftesbury : A philosophical enquiry concerning the connexion betwixt the doctrines and miracles of Jesus Christ, où il soutient que tout comme les expériences confirment les théories scientifiques, de même les miracles de Jésus-Christ confirment la doctrine chrétienne. Turnbull rédige alors une critique de Matthew Tindal dans Christianity neither False nor Useless, Tho' not as Old as the Creation en 1732, qui traite de la relation entre religion naturelle et religion révélée.
En 1740, Turnbull publie A Treatise on Ancient Painting, où il plaide en faveur de l'utilité pédagogique des beaux-arts, fondée sur l'idée que la peinture est une sorte de langage, qui transmet des idées et des vérités sur la vie, la philosophie et la nature. 
Plus tard cette année, il publie un bref texte religieux, An Impartial Enquiry into the Moral Character of Jesus Christ. Dans cet ouvrage, Turnbull présente le Christ comme le plus grand des philosophes moraux. Il publie également les grands principes de sa philosophie The Principles of Moral and Christian Philosophy, qui s'inspirent des anciennes lectures d'Aberdeen ainsi que de ses discussions avec les philosophes du continent. La dernière œuvre importante de Turnbull est publiée en 1742 : Observations upon Liberal Education, dans laquelle il suggère une nouvelle catégorisation et la répartition de la connaissance ainsi qu'une révision des programmes d'études universitaires.
Turnbull meurt à La Haye le 31 janvier 1748 pour des raisons inconnues.

## Source de la traduction
- (en) Cet article est partiellement ou en totalité issu de l’article de Wikipédia en anglais intitulé « George Turnbull (theologian) » (voir la liste des auteurs).